# Diaulula farmersi
Diaulula farmersi is een slakkensoort uit de familie van de Discodorididae. De wetenschappelijke naam van de soort is voor het eerst geldig gepubliceerd in 2004 door Valdés.